# Scott Porter
Matthew Scott Porter (Omaha (Nebraska), 14 juli 1979) is een Amerikaans acteur.
Porter brak in 2006 door, met een terugkerende bijrol in As the World Turns. Na een gastrol in de pilot van Ugly Betty, kreeg Porter de rol van Jason Street in Friday Night Lights.
In 2007 had Porter zijn eerste filmrol. In zijn eerste rol was hij naast Hugh Grant en Drew Barrymore te zien in Music and Lyrics. Hierna kreeg hij een rol in de thriller Descent.
Porter is te zien in de horrorfilm Prom Night (2008). Daarnaast wordt in dat jaar de film Speed Racer, bestaande uit een ensemble cast, uitgebracht.
In 2010 werd de film Dear John uitgebracht, naar het boek van Nicholas Sparks, waarin Porter de rol van Randy krijgt.
In 2015 sprak Porter de rol in van Dick Grayson / Nightwing voor het videospel Batman: Arkham Knight.